# Triệu
1000000 (một triệu, một trăm vạn) là số nhỏ nhất có 7 chữ số ngay sau 999999 và ngay trước 1000001.
- Căn bậc 2 của 1000000 là 1000
- Căn bậc 3 của 1000000 là 100